# Letteratura rumena
Con il termine letteratura rumena (o letteratura romena), si indica l'insieme di quelle attività indirizzate alla produzione di testi scritti, poetici e prosastici, proprie della Romania, nazione dell'Europa orientale che utilizza una lingua romanza.

## Inizi

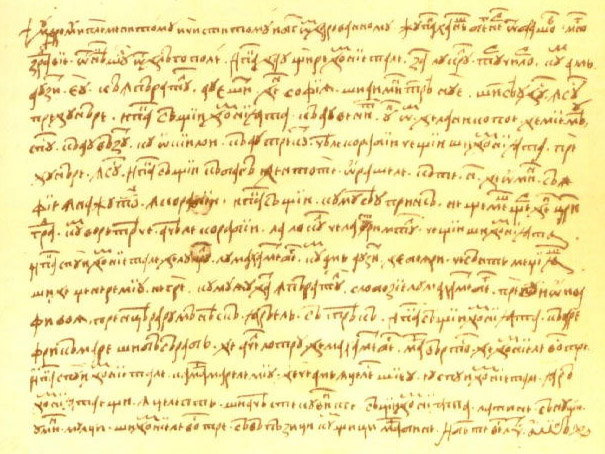
Il più antico documento scritto rinvenuto in Romania.

Il più vecchio documento trovato in Romania è una lettera scritta nel 1521, spedita da Neacșu di Câmpulung al jude (giudice e sindaco) di Brașov, Hans Benkner.
La cultura romena è stata fortemente influenzata dalla chiesa ortodossa d'oriente, che fu portata nel paese dagli slavi. Infatti le prime traduzioni di libri in romeno furono dai testi religiosi del XV secolo della chiesa serba.

La Psaltirea Șcheiană del 1482 ed il Codice Voroneț, sono testi religiosi che sono stati scritti in Maramureș, probabilmente con l'aiuto del movimento hussita.
Il primo libro stampato in Romania fu un testo religioso slavo nel 1508, mentre il primo libro stampato in lingua romena il catechismo di Sibiu (Hermannstadt-Transilvania) nel 1544 (perduto). Altre traduzioni dal greco e dallo slavo furono stampate nel XVI secolo.
I primi documenti in lingua romena risalgono al XIV secolo, la Lettera di Neacșu, un avvertimento del pericolo che costituivano all'epoca gli ottomani è del 1521 è ritenuto il più antico scritto in lingua rumena. Nel secolo successivo si ritrovano le prime traduzioni di testi religiosi: nel 1673 il metropolita Dosoftei tradusse in versi il libro dei Salmi, (Psaltirea în versuri come venne chiamato nella loro lingua), mentre la prima stampa della Bibbia fu nel 1688 (Biblia lui Șerban come venne chiamata in rumeno, anche per ricordare Ṣerban Cantacuzino, tutte le spese furono infatti a carico suo).
L'umanesimo europeo arrivò in Moldavia nel XVII secolo attraverso la Polonia soprattutto grazie a Miron Costin, che scrisse una cronaca sulla storia della Moldavia. Un altro umanista fu Dimitrie Cantemir, che scrisse la storia della Romania e della Moldavia. Accanto a questi si pone l'opera di Grigore Ureche, Miron Costin, Ion Neculce e Nicolae Milescu.

## La decadenza dell'Impero ottomano e il periodo fanariota

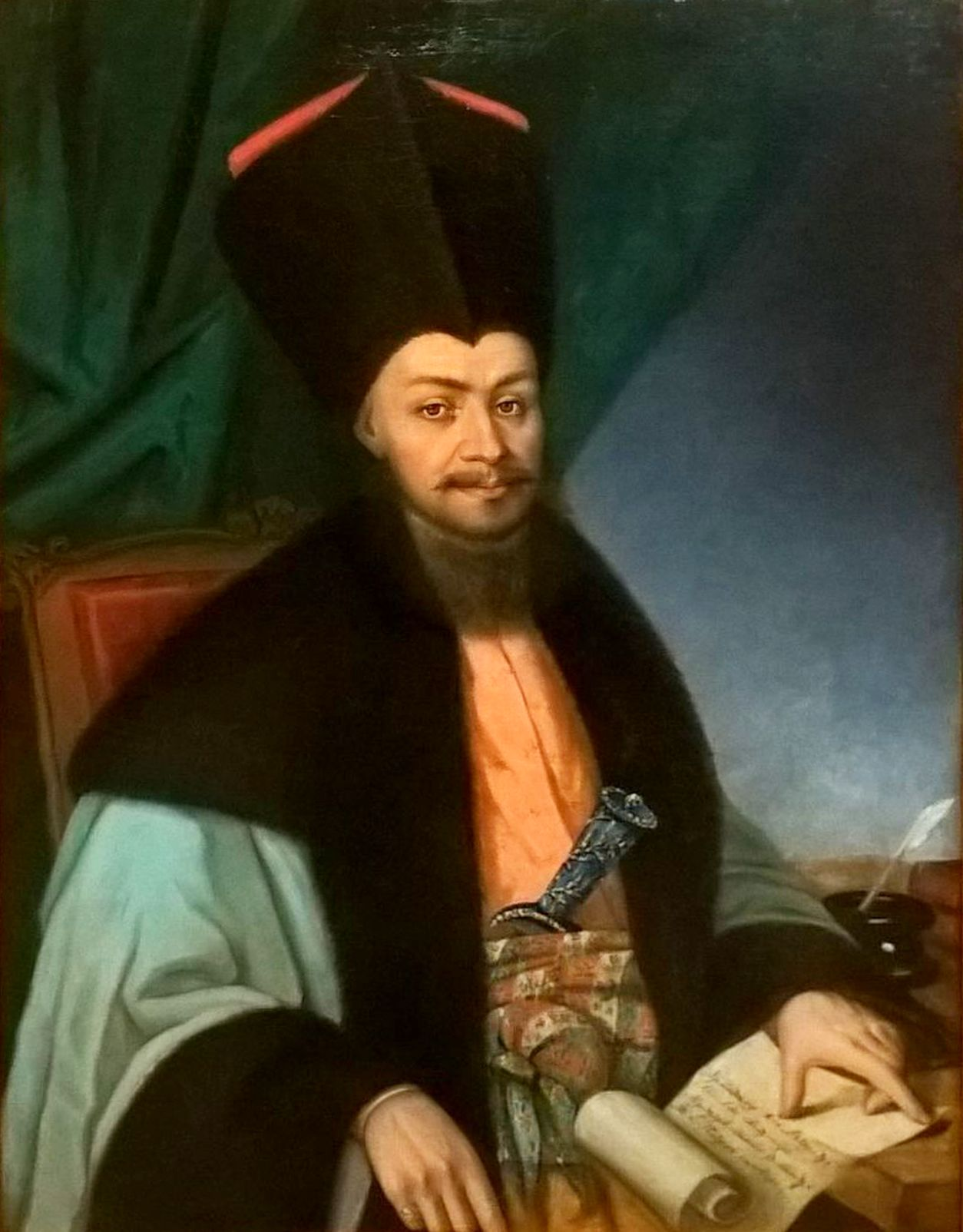
Ienăchiță Văcărescu (1740-1797)

Nel XVIII secolo la Romania fu dominata dall'Impero ottomano il quale decise di destituire i sovrani rumeni in Valacchia e Moldavia e far governare al posto loro dei mercanti greci di Istanbul, i Fanarioti, un gruppo sociale molto potente nell'impero, che diedero vita al regime fanariota.
Di conseguenza la cultura greca influenzò lo sviluppo della letteratura rumena. Ed esempio, uno dei più grandi poeti di questo secolo fu Alecu Văcărescu (1769-1798), il quale scrisse canzoni d'amore sulla falsariga di Anacreonte, un poeta dell'Antica Grecia. Suo padre, Ienăchiță (1740-1797), fu poeta a sua volta e scrisse anche la prima grammatica rumena e suo figlio, Iancu (1786-1863), fu probabilmente uno dei più grandi poeti della sua generazione. Una commedia umana si sviluppò negli aneddoti di Anton Pann (1790-1854), che provò ad illustrare scorci dello spirito e del folclore portati dagli ottomani nella regione dei Balcani.
La generazione successiva di scrittori rumeni fu fortemente ispirata all'illuminismo europeo; tra loro Gheorghe Asachi (1788-1869), Ion Budai Deleanu e Dinicu Golescu (1777-1830).

## Il risveglio nazionale

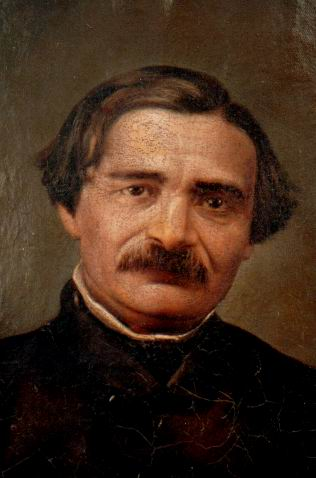
Ion Heliade Rădulescu (1802-1872)

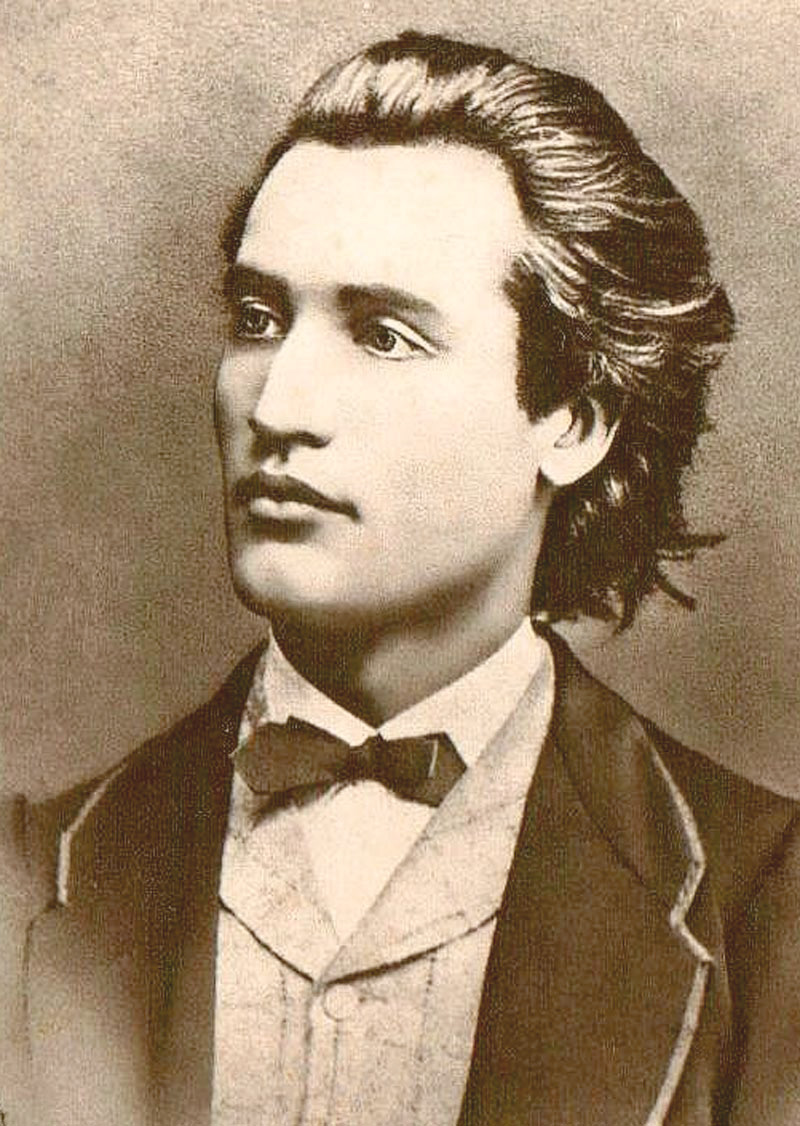
Mihai Eminescu

Con il diffondersi in Europa dell'ideologia nazionalista, anche tra il popolo rumeno nacque il desiderio di governare autonomamente il loro Stato, al tempo sotto il regime fanariota al sud e il governo austro-ungarico al nord. Allora molti scrittori e poeti rumeni (come Grigore Alexandrescu) facevano parte del movimento nazionale e parteciparono alla rivoluzione del 1821 e a quella del 1848. Tra la fine del XVIII secolo e l'inizio del XX tre scrittori transilvani quali Samuil Micu, Gheorghe Șincai (1754-1816) e Petru Maior (1756-1821) danno l'avvio ad una nuova era nella lingua romena, tentando di portare su basi scientifiche l'idea della sua latinità e creando una corrente cosiddetta latinista chiamata Școala Ardeleană. A portare tali idee anche nei principati danubiani di Moldavia e Valacchia è Gheorghe Lazăr (1799-1821), fondatore a Bucarest di una Accademia romena. In Moldavia l'esempio di Lazăr viene imitato da Gheorghe Asachi (1788-1869).
Gli scrittori rumeni studiarono in Francia, Italia e Germania, e, con l'allentarsi dell'influenza dell'Antica Grecia e dell'oriente, la filosofia tedesca e la cultura francese vennero integrate nella letteratura rumena moderna. In Valacchia un'importante figura del tempo fu Ion Heliade Rădulescu (1802-1872), che fondò il primo giornale in lingua rumena e la società filarmonica, la quale creò in seguito il Teatro Nazionale di Bucarest. La letteratura rumena inizia ad affermarsi veramente con un certo spirito critico anche grazie all'apporto di Mihail Kogălniceanu (1817-1891), fondatore della rivista Dacia literară, il cui programma si fonda sull'idea di una letteratura nazionale unitaria.
Nel 1853 fu fondata a Iași la società Junimea (Giovinezza), di cui Titu Liviu Maiorescu fu un importante esponente grazie anche alla rivista Convorbiri literare (Colloqui letterari).
Qui debuttarono i maggiori scrittori romeni dell'epoca quali Mihai Eminescu (1850-1889), considerato dalla maggior parte dei critici il più importante ed influente dei poeti rumeni. Le radici della sua poesia, in particolare del suo poema Lucifero (1883), si rifanno alla tradizione popolare rumena, ma sentono anche l'influenza dalla filosofia tedesca e delle tradizioni induiste, il narratore Ion Creangă (1837-1898), che scrisse storie della tradizione rumena, Ion Luca Caragiale (1852-1912), considerato il primo drammaturgo romeno di levatura europea, e Barbu Ștefănescu Delavrancea (1858-1918), che pubblicò i suoi lavori in questo periodo.
Tra gli avversari della rivista Junimea sicuramente il filologo, storico e filosofo Bogdan Petriceicu Hasdeu (1838-1907), autore dell'imponente Etymologicum Magnum Romaniae e fondatore di Revista Nouă.
Tra la fine del XIX secolo e l'inizio del XX salì alla ribalta il movimento simbolista, la cui prima fase fu segnata dal poeta Alexandru Macedonski (1854-1920), fondatore della rivista Literatorul, mentre durante la seconda fase del movimento, tra il 1900 ed il 1910, fu la figura del poeta e filologo Ovid Densuṣianu (1873-1938) a farla da padrone. Assieme al simbolismo si svilupparono due movimenti autoctoni, il poporanismo ed il seminatorismo, che erano entrambi basati sul fondamento che lo Stato fosse la classe rurale. Il poporanismo (dal romeno popor, popolo) fu dominato dalla figura di Garabet Ibrăileanu (1871-1936) e venne rappresentato dalla rivista Viața românească che si avvalse di collaboratori di prestigio per l'epoca. Il seminatorismo invece, prese il nome dalla rivista Sămănătorul, fondata a Bucarest nel 1910 e fu dominato dal grande storico Nicolae Iorga (1871-1940).

## Il periodo interbellico

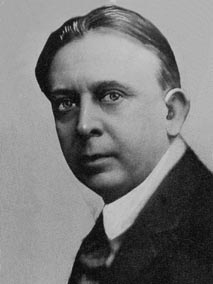
Octavian Goga

Dopo aver ottenuto l'unità nazionale nel 1918, la letteratura rumena entrò in quello che può essere chiamato periodo d'oro caratterizzato dallo svilupparsi del romanzo rumeno. La società tradizionale e i recente eventi politici influenzarono lavori come Răscoala di Liviu Rebreanu (1885-1944) che, pubblicato nel 1932, fu ispirato dalla rivolta contadina del 1907, e Pădurea Spânzuraților, pubblicato nel 1922 e ispirato alla partecipazione della Romania alla prima guerra mondiale. L'alba del romanzo moderno si può vedere in Concert din muzică de Bach di Hortensia Papadat Bengescu, Ultima noapte de dragoste, întâia noapte de război di Camil Petrescu (1894-1957). George Călinescu (1899-1965) è un'altra complessa personalità della letteratura rumena: romanziere, scrittore per il teatro, poeta, critico letterario e storico, saggista e giornalista. Pubblicò autorevoli monografie su Eminescu e Creangă e una monumentale (almeno mille pagine) storia della letteratura rumena dalle origini al tempo in cui scriveva (1941). Dello stesso periodo è una tra le più dotate rappresentanti femminili della letteratura romena come Hortensia Papadat-Bengescu, che apre una nuova direzione psicologica alla letteratura del suo paese.
Un importante scrittore realista fu Mihail Sadoveanu (1880-1961), che scrisse soprattutto romanzi che toccavano vari temi della storia della Moldavia, ma probabilmente gli scrittori più importanti furono Tudor Arghezi (1880-1967), Lucian Blaga (1895-1961) e Mircea Eliade (1907-1986). Tudor Arghezi rivoluzionò la poesia rumena cinquant'anni dopo Eminescu. Lucian Blaga, una delle personalità artistiche più importanti del Paese, diede vita attraverso i suoi romanzi ad un complesso sistema filosofico, non ancora perfettamente compreso al giorno d'oggi. Mircea Eliade è considerato il più grande storico nel campo della religione. I suoi romanzi, che rivelano un mistico simbolismo pre-cristiano, sono alla base dell'arte rumena contemporanea.
Un altro esponente di grande capacità fu Octavian Goga, che si fece portavoce della Transilvania dominata dall'Ungheria. Nello stesso periodo, per lo stile in prosa, la Romania conta numerose correnti letterarie che si riallacciavano a tendenze sostanzialmente tradizionaliste o moderniste. Esempio delle prime è la rivista Gîndirea diretta nel solco degli ideali tradizionalisti da Nichifor Crainic (1889-1972), mentre Sburătorul di Eugen Lovinescu fu animatrice dell'avanguardismo romeno. Innumerevoli anche le riviste legate al surrealismo ed al dadaismo a cui parteciparono nomi di rilievo internazionale quali Tristan Tzara.
Nato in Romania, Tristan Tzara (1896-1963), un poeta e saggista di lingua francese, è uno dei fondatori di Dada (in rumeno "Sì sì"), un movimento artistico rivoluzionario nichilista. Successivamente abbandonò il nichilismo per il surrealismo e il marxismo. Per la prima volta nella storia la cultura rumena fu connessa con la cultura occidentale, dato che il dadaismo era il primo movimento artistico e letterario diventato internazionale. Il dadaismo e il surrealismo erano parti fondamentali dell'avanguardia, la più rivoluzionaria tra le correnti moderniste. L'avanguardia in Romania era ben rappresentata da Ion Minulescu (1881-1944), Urmuz (1883-1923), Perpessicius (1891-1971), Tristan Tzara, Grigore Cugler (1903-1972), Geo Bogza (1908-1993), Barbu Fundoianu (1898-1944), Gellu Naum (1915-2001), Ilarie Voronca (1903-1946) e Ion Vinea. Da ricordare anche la figura di Mihail Sebastian (1907-1945), noto, in particolare, per le sue commedie.

## Periodo comunista

Eugène Ionesco, esponente del Teatro dell'assurdo.

Marin Preda (1922-1980) è spesso considerato il più importante romanziere Rumeno dopo la seconda guerra mondiale. Il suo romanzo Moromeții descrive la vita e le difficoltà di un'ordinaria famiglia contadina nella Romania pre-bellica e poi durante il periodo comunista. Il suo libro più importante rimane Cel mai iubit dintre pământeni, una spietata descrizione della società comunista. Alcuni dei più importanti poeti sono Marin Sorescu, (1936-1996), Nicolae Labiș e Ana Blandiana (1942), Nichita Stănescu (1933-1983), affermatosi come il più autentico ed originale poeta degli ultimi anni, fino a Mircea Dinescu (1950), scrittore dissidente e simbolo della rivoluzione del 1989.
Fuori dalla Romania il drammaturgo Eugène Ionesco (1909-1994), tra i massimi esponenti del teatro dell'assurdo, e Emil Cioran (1911-1995) rappresentano lo spirito nazionale ad alti livelli. Emil Cioran era un brillante scrittore e filosofo in cui si può cogliere un pessimismo esistenziale, mentre Eugène Ionesco è uno dei più eminenti drammaturghi del teatro dell'assurdo. Oltre a ridicolizzare le più banali situazioni, gli spettacoli di Ionesco descrivono in maniera vivida la solitudine degli esseri umani e l'insignificanza dell'esistenza individuale.

## Letteratura contemporanea

### Poesia orale
La poesia orale occupa una posizione di grande rilievo nel panorama letterario romeno. La letteratura folkloristica novecentesca trae ispirazione dalla tradizione orale delle colinde, dei canti vecchi.
L'interpretazione e lo studio sulla letteratura orale rumena, sincretica ma profondamente legata nei simboli e nei suoi miti all'arcaicità, hanno portato grandi studiosi, come Mircea Eliade, a denotare la sopravvivenza di una cultura precristiana nell'immaginario popolare e a determinare punti comuni delle credenze europee e del vicino oriente.
Oltre all'aspetto arcaicistico, il sicretismo particolare di cui gode la poesia popolare mette in risalto la sua non staticità: esemplari sono le contaminazioni cristiane, l'evoluzione delle argomentazioni nelle diverse periodizzazioni storiche, dagli elementi prettamente feudali, alle ambientazioni in piena occupazione turca.
La categorizzazione tipologica di questa enorme produzione si basa sulla funzione e sulla struttura della poesia: in genere si prevede una distinzione tra i "canti vecchi" di carattere generalmente epico, e i "canti augurali", che hanno una ricorrenza annuale, ciclica. Esiste un terzo filone, quello dei canti lirici, o poesia lirica, di datazione sicuramente più recente.

### Canti narrativi
I canti narrativi vengono generalmente considerati come canti del passato, "vecchi", sentiti dalla comunità folklorica come bătrînesc; la sua esecuzione è molto complessa e vi si alternano parti strumentali, versi cantati, recitativi epici e versi recitati.
I livelli si dividono diacronicamente in base a pensiero e mentalità mitica (o magica), pensiero e mentalità eroica, pensiero concreto e mentalità realista. In base a questo la suddivisione virtuale in categorie si differenzia in:
1. epica fantastico-mitologica
2. epica eroica
3. canto epico storico e haiducesco[1]
4. ballata novellistica

### Poesia rituale e cerimoniale
Poesia che viene interpretata solo nell'ambito delle usanze che si ripetono in particolari momenti dell'anno o nei momenti importanti della vita dell'uomo o al contrario, come nel caso degli Incantesimi, in determinate situazioni individuali impreviste, che interrompono il corso naturale della vita.

### Romanzo
Durante il XXI secolo diversi scrittori si sono affermati, come Răzvan Rădulescu , il primo scrittore rumeno a vincere, nel 2010, il Premio letterario dell'Unione europea, col romanzo Teodosie cel Mic.